# Harald Færstad
Harald Oliver Nikolai Færstad  (Bergen, 1889. december 2. – Bergen, 1979. július 10.) olimpiai ezüstérmes norvég tornász.
Ez első világháború után az 1920. évi nyári olimpiai játékokon, mint tornász versenyzett és szabadon választott gyakorlatokkal, csapat összetettben ezüstérmes lett.
Klubcsapata a TIF Viking volt.